# 陳郁 (洪武進士)
陳郁，浙江平陽人，明朝政治人物、進士出身。

## 生平
洪武十八年，登進士，官至刑部主事。